# Puente de Domingo Flórez
Puente de Domingo Flórez (asztur-leóni nyelven A Ponte de Domingos Flórez) település Spanyolországban, León tartományban. Lakosainak száma 1385 fő (2024).

## Földrajza
Puente de Domingo Flórez Benuza, Carballeda de Valdeorras, Rubiá, Carucedo és Borrenes községekkel határos.

## Népesség
A település lakosságának változását az alábbi diagram mutatja:
| Lakosok száma | 1960 | 1852 | 1819 | 1745 | 1633 | 1537 | 1533 | 1500 | 1421 | 1385 |
|               | 2001 | 2004 | 2007 | 2009 | 2012 | 2014 | 2017 | 2019 | 2022 | 2024 |